# Mabel Ackernley
Mabel Ackernley (* 18. Dezember 1891in  Bradford, Yorkshire, Vereinigtes Königreich Großbritannien und Irland; † 8. Juni 1977 in Ilkley, West Yorkshire, Vereinigtes Königreich Großbritannien und Nordirland) war eine englische Komponistin und Musikerin.

## Leben
Mabel Ackernley wurde am 18. Dezember 1891 in Bradford, Yorkshire, geboren. Sie war die Tochter des Tuchhändlers William Ackernley (* 29. Oktober 1843 in Skipton, Yorkshire) und Hannah Ackernley (* 1853 in Bradford; † 1936 in Bradford). Mabel hatte eine Schwester namens Mary Ellen Ackernley  (* 1887), die ebenfalls Musikerin und Musiklehrerin war. Im Jahr 1911 bis 1913 studierte Mabel Ackernley Musik in Bradford und lebte dort mit ihrer verwitweten Mutter. Am 12. März 1913 wurden sie und ihre Schwester als Musikerinnen an der Wesleyan Methodist Chapel Church in Kirkgate, Bradford, angestellt.  Von 1945 bis 1977 lebte sie in Bolton Abbey in der Nähe von Skipton. Sie  starb im Coronation Hospitalin Ilkley nahe Bolton Abbey. Sie blieb zeitlebens unverheiratet.

## Werke (Auswahl)
Mabel Ackernley veröffentlichte in den 1920er Jahren mehrere musikalische Werke, darunter:
- Berceuse für Violine und Klavier, der englischen Geigerin Marie Hall gewidmet, veröffentlicht von Bosworth & Co. in London am 4. Januar 1922 OCLC 31948341
- Serenade für Violine und Klavier,  veröffentlicht von Bosworth & Co. in London am 9. November 1922 OCLC 716121753
- Dream Song [Chanson rêvée, Traumlied] für Stimme und Klavier, der französischen Geigerin Renée Chemet gewidmet, veröffentlicht von Bosworth & Co. in London am 9. November 1922. OCLC 31989431
- „Sunset Dreams“ für Stimme und Klavier, veröffentlicht von Novello & Co. in London und H. W. Gray Co. in New York am 14. August 1928. Die Texte stammten von Thomas Moore. OCLC 263099885